# Квемо-Мсхалгори
Квемо-Мсхалгори (груз. ქვემო მსხალგორი) — село в Грузии, в муниципалитете Лагодехи края Кахетия. 

## География
Село расположено в восточной части края, в 14 километрах по прямой к юго-западу от центра муниципалитета Лагодехи. Высота центра — 340 метров над уровнем моря.

## Население
По данным переписи населения 2014 года, в селе проживало 444 человека.
| Год  | Население | Мужчины | Женщины |
| ---- | --------- | ------- | ------- |
| 2002 | 628       | 303     | 325     |
| 2014 | 444       | 232     | 212     |